# Costermonument
Het Costermonument is een gedenkteken in de Nederlandse stad Haarlem. In de 19e eeuw wordt naar het werk verwezen als gedenksteen.

## Achtergrond
De Haarlemmer Laurens Janszoon Coster werd in Nederland beschouwd als uitvinder van de boekdrukkunst in 1423. Daarbuiten wordt de uitvinding eerder toegeschreven aan de Duitse drukker Johannes Gutenberg. In 1722 maakte Gerrit van Heerstal een stenen standbeeld van Coster, naar een ontwerp van Romeyn de Hooghe, voor de Haarlemse hortus medicus. Het beeld stond van 1801 tot 1856 op de Grote Markt.
Coster zou tijdens een wandeling in Haarlemmerhout zijn geïnspireerd voor zijn uitvinding. Volgens overlevering sneed hij letters van stukjes beukenschors, die afdrukken in het zand achterlieten toen ze vielen. Ter gelegenheid van de 400-jarige viering van dat moment werd een gedenksteen opgericht naar een ontwerp van Jan David Zocher. Op 10 juli 1823 werd een viering gehouden in de Grote Kerk, waarbij hoogleraar Johannes van der Palm een redevoering hield en Hendrik Tollens een gedicht voordroeg. Vervolgens trok het gezelschap naar de Hout en werd het monument door president-burgemeester jhr. David Hoeufft onthuld.
Drieëndertig jaar later, op 16 juli 1856, werd in de ochtend een herdenking gehouden bij het Costermonument. Het gezelschap trok vervolgens naar de Grote Markt, waar het bronzen standbeeld van Laurens Janszoon Coster van beeldhouwer Louis Royer werd onthuld.

## Beschrijving
Het monument bestaat uit een vierkant bouwwerk van Bentheimer zandsteen met pilasters op de hoeken. Op de vier zijden is een krans in reliëf aangebracht, met op twee zijden in het midden van de krans een inscriptie in het Latijn en Nederlands: 

TER EERE VAN
LOURENS IANSZOON
KOSTER
UITVINDER
DER
BOEKDRUKKUNST
DOOR
BURGEMEESTEREN
EN
RADEN DER STAD HAARLEM
OP HET VIERDE EEUWGETYDE
MDCCCXXIII

Op de andere zijden zijn het wapen van Haarlem en het wapen van Coster te zien, dat wil zeggen het wapen waar de schepen L.J. Coster mee zegelde. Op de vooruitspringende delen van het dekstuk zijn diverse elementen te zien die verwijzen naar Coster, waaronder een gevleugelde letter A.

## Waardering
Het standbeeld werd in 1969 als rijksmonument in het Monumentenregister opgenomen.